# 朱四九
朱四九（?—?），句容（今江苏句容）人。明德祖朱百六之次子；明熙祖朱初一的父親，明仁祖朱世珍的祖父，明太祖朱元璋的曾祖父。
韩林儿龙凤九年（1363年），赠朱四九资德大夫、江南等处行中书省右丞、上护军、司空、吴国公，配侯氏赠公夫人。
1368年，朱元璋在南京建立明朝，朱四九被尊為皇帝，廟號懿祖，諡號恒皇帝。陵墓在盱眙的明祖陵。
配侯氏，赠恒皇后。有四子：长子明熙祖朱初一；次子朱初二；三子朱初五（朱孝）；四子朱初十。